# Spurven
Spurven er en fransk film fra 2007, der handler om Edith Piafs liv. Filmen er instrueret af Olivier Dahan. Filmen indbragte Marion Cotillard en César for bedste kvindelige hovedrolle.

## Medvirkende
- Marion Cotillard - Edith Piaf
- Sylvie Testud - Mômone
- Pascal Greggory - Louis Barrier
- Emmanuelle Seigner - Titine
- Jean-Paul Rouve - Louis Gassion
- Gérard Depardieu - Louis Leplée
- Clotilde Courau - Anetta
- Jean-Pierre Martins - Marcel Cerdan

## Box-office
| Land     | Indtjening   | Dato      |
| -------- | ------------ | --------- |
| Frankrig | 29.015.903 € | 4/7-2007  |
| Belgien  | 691.992 €    | 4/3-2007  |
| Tyskland | 1.816.605 €  | 4/3-2007  |
| USA      | 10.301.706 $ | 10/4-2008 |